# West Horsley
West Horsley ist ein halbwegs ländliches Dorf zwischen Guildford und Leatherhead in Surrey, England. Im Jahr 2011 hatte der Ort 2828 Einwohner.

## Geographie

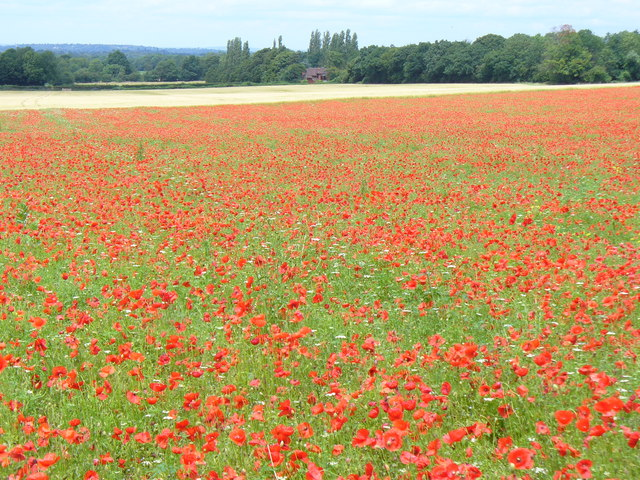
Klatschmohn auf den Sheepleas

Die Sheepleas Woods sind ein Buchenwald mit Grasland auf der Nordseite der Bergkette, die als North Downs bekannt ist. Sie liegen im äußersten Süden des Dorfes und bedecken eine Fläche von ungefähr einem Quadratkilometer und sind teilweise eine Area of Outstanding Natural Beauty.
Upper Common ist ein ähnlich großes Waldgebiet.

## Geschichte
Beide Horsleys wurden bei der Normannischen Eroberung 1066 bis auf die Grundmauern niedergebrannt, weil ihr sächsischer Lehnsmann Brixsi der Schwager von König Harold war und den Normannen die Unterwerfung verweigerte. Das Dorf war Teil des Landes, das an den Normannen Walter Fitz Otha, dem neuen Konstabler von Windsor Castle, gegeben wurde. West Horsley ist im Domesday Book von 1086 als Orselei im Besitz von Walter, Sohn des Othere verzeichnet. Die verzeichneten Vermögen waren 8 Hides, 1 Kirche, 8 Pflüge und Grasland im Wert von 20 Schweinen. Der Ort führte £6 pro Jahr an seine Lords of the manor ab.
Durch den Schwarzen Tod ging die Bevölkerung stark zurück, und das Land wurde der Beweidung überlassen, weil die bäuerliche Bevölkerung unzureichend für den Ackerbau war.

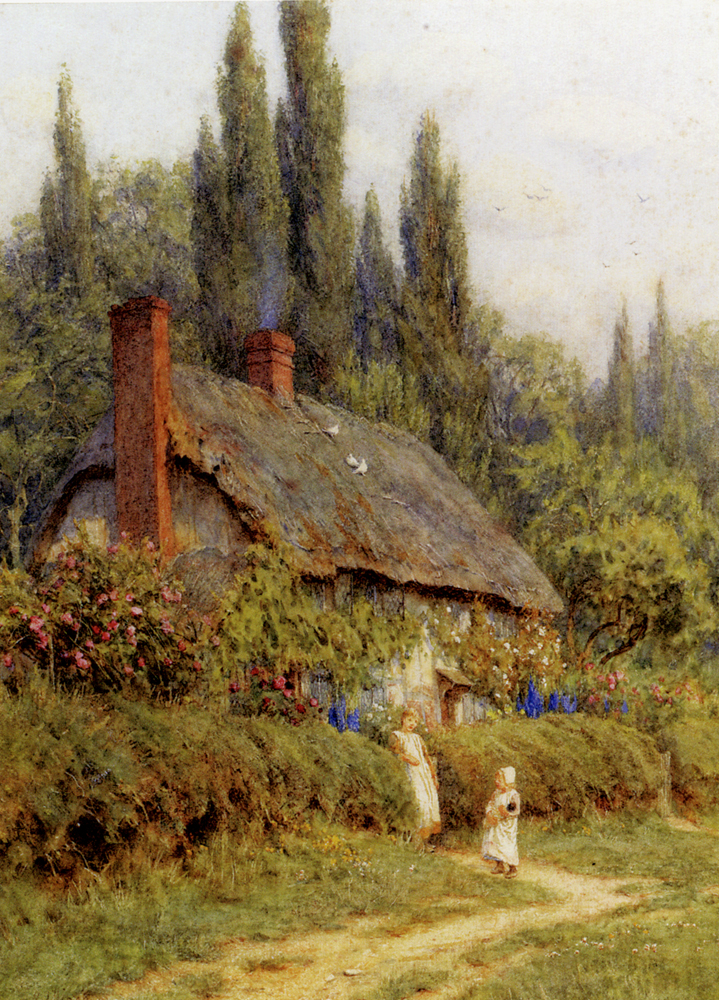
Children On A Path Outside A Thatched Cottage, West Horsley, Surrey
Helen Allingham (1848–1926)

Die Kinderbuchautorin Beatrix Potter hielt sich häufig in dem Cottage ihrer Tante und ihres Onkels im Dorf auf. Hier schrieb sie einige ihrer Bücher und fertigte viele ihrer Tiergemälde an. Helen Allingham malte etwa zur selben Zeit im Dorf das Bild eines strohgedeckten Cottages.
Eines der Opfer der „Eisenbahnmörder“ John Duffy und David Mulcahy wurde 1986 in West Horsley umgebracht; der Bahnhof Horsley selbst befindet sich allerdings in East Horsley.

## Sehenswürdigkeiten
St Mary’s Church ist von den Sachsen aus Feuerstein gebautes Bauwerk aus dem Jahr 1030 und ist ein Listed Building im Grade I. Die Kirche entging der Brandlegung, die 1066 den Rest des Dorfes zerstörte. Der Turm stammt aus der Zeit um 1120, und um 1210 wurde die Kirche auf ihre heutige Größe erweitert.
West Horsley Place ist ein mittelalterliches Haus, das zwischen dem 16. und 18. Jahrhundert umfassend umgebaut wurde und ebenfalls im Grade I geführt wird. Es gehört dem Fernsehmoderator Bamber Gascoigne.

## Bildung
Die Cranmore School ist eine Preparatory School für über 450 Jungen im Alter von 5 bis 13 Jahren, die von der Römisch-Katholischen Kirche getragen wird.

## Verkehr
Der nächstgelegene Zugang zum Schienenverkehr ist der Bahnhof im nahegelegenen East Horsley.
Der Ort liegt an der A246 und südlich der M25 und der A3.

## Demographie
| Einzelhäuser | Doppelhaushälften | Reihenhäuser | Mehrfamilienhäuser | Wohnwägen/temporäre und mobile Wohnungen | geteilt zwischen mehreren Haushalten |
| ------------ | ----------------- | ------------ | ------------------ | ---------------------------------------- | ------------------------------------ |
| 701          | 337               | 25           | 46                 | 2                                        | 0                                    |

Der Durchschnittswert für Doppelhäuser in der Region beläuft sich auf 28 %, der Durchschnittswert für Wohnungen in Mehrfamilienhäusern war 22,6 %.
| Einwohner | Haushalte | unbeliehenes Eigentum | beliehenes Eigentum | Fläche in Hektar |
| --------- | --------- | --------------------- | ------------------- | ---------------- |
| 2828      | 1111      | 48,7 %                | 37,1 %              | 10,83            |

In der Region stehen durchschnittlich 35,1 % der Wohnungen im unbeliehenen Eigentum und 32,5 % im beliehenen Eigentum. Der zu 100 % fehlende Teil bezieht sich auf vermietetes Eigentum (einschließlich eines vernachlässigbaren Anteils mietfrei überlassener Wohnungen).

## Persönlichkeiten
- George Waller, Empfänger des Victoria Cross
- David Ogilvy (1911–1999), Werbetexter, „The Father of advertising“

## Belege
1. 1 2 3  Key Statistics; Quick Statistics: Population Density (Memento des Originals vom 11. Februar 2003 im Internet Archive)  Info: Der Archivlink wurde automatisch eingesetzt und noch nicht geprüft. Bitte prüfe Original- und Archivlink gemäß Anleitung und entferne dann diesen Hinweis. United Kingdom Census 2011 Office for National Statistics Abgerufen am 21. November 2013.
2. 1 2  West Horsley Parish Council | History of the village. In: westhorsley.info. Abgerufen am 20. November 2016 (englisch).
3. ↑  Surrey Domesday Book. (Memento des Originals vom 15. Juli 2007 im Internet Archive)  Info: Der Archivlink wurde automatisch eingesetzt und noch nicht geprüft. Bitte prüfe Original- und Archivlink gemäß Anleitung und entferne dann diesen Hinweis.
4. ↑  St Mary, West Horsley by the Leatherhead Road (Grade I) [1377828]. In: National Heritage List for England. Historic England (englisch).
5. ↑  West Horsley Parish Council | History of the village. In: westhorsley.info. Abgerufen am 20. November 2016 (englisch).
6. ↑  Church History: St Marys. In: stmaryswesthorsley.co.uk. Abgerufen am 20. November 2016 (englisch).
7. ↑  West Horsley Place (Grade I) [1188949]. In: National Heritage List for England. Historic England (englisch).
8. ↑  Bamber Gascoigne to save 500-year-old manor after accidental inheritance 21. März 2015 In: The Daily Telegraph. online edition, accessed 22. März 2015.
9. ↑  Cranmore School. Independent Schools Council, abgerufen am 20. November 2016 (englisch).